# Al-Mafarrukhí
Mufaddal ibn Sad al-Mafarrukhi (català al Mafarrukhí) fou un historiador persa en àrab que va escriure la història local d'Esfahan coneguda com a Risalat Mahsain Esfahan, probablement en temps de Malik Shah I (1072-1092). La seva obra no s'ocupa gairebé de la religió i entra en altres temes interessants.